# Сабіне Буш
Сабіне Буш (нім. Sabine Busch; нар. 21 листопада 1962) — німецька легкоатлетка, яка спеціалізувалася на бар'єрному бігу та спринті.
На міжнародних змаганнях до возз'єднання Німеччини представляла НДР.

## Спортивні досягнення
Бронзова призерка олімпійських змагань з естафетного бігу 4×400 метрів (1988). Фіналістка (4-е місце) олімпійських змагань з бігу на 400 метрів з бар'єрами (1988).
Чемпіонка світу з бігу на 400 метрів з бар'єрами (1987) та естафетного бігу 4×400 метрів (1983, 1987). На чемпіонаті світу 1991 зупинилась на півфінальній стадії змагань з бігу на 400 метрів з бар'єрами.
Чемпіонка світу в приміщенні з бігу на 400 метрів (1987).
Переможниця Кубка світу з бігу на 400 метрів з бар'єрами та естафетного бігу 4×400 метрів (1985).
Чемпіонка Європи з естафетного бігу 4×400 метрів (1982, 1986). Срібна призерка чемпіонату Європи з бігу на 400 метрів з бар'єрами (1986). Фіналістка (4-е місце) змагань з бігу на 400 метрів на чемпіонаті Європи (1982).
Чемпіонка Європи в приміщенні з бігу на 400 метрів (1985, 1986).
Переможниця Кубків Європи з бігу на 400 метрів з бар'єрами (1985, 1987). Тричі була другою (1985, 1987, 1991) та одного разу третьою (1983) у змаганнях з естафетного бігу 4×400 метрів на Кубках Європи.
Чемпіонка НДР з бігу на 400 метрів (1983), 400 метрів з бар'єрами (1985, 1986, 1987, 1988) та естафетного бігу 4×400 метрів (1982, 1984, 1985). Чемпіонка НДР в приміщенні з бігу на 400 метрів (1984, 1985, 1987).
Ексрекордсменка світу з бігу на 400 метрів з бар'єрами — 53,55 (1985).
Ексрекордсменка світу з естафетного бігу 4×400 метрів — 3.19,04 (1982) та 3.15,92 (1984).

## Визнання
- Золотий орден «За заслуги перед Вітчизною» (1984)
- Бронзовий орден «За заслуги перед Вітчизною» (1988)